# Rácz Jenő (politikus, 1953)
Rácz Jenő (Kutas, 1953. július 18. –) orvos, sebész-traumatológus, kórházigazgató, politikus.

## Munkássága
1995–96-ban a Népjóléti Minisztérium III. Főosztályán az Ellátás-szervezési Osztály vezetője, 1996-tól a Kalocsai Kórház főigazgatója. 2000-től a Magyar Kórházszövetség elnökségi tagja, ahol az Informatikai Szakbizottságot, illetve az Adósság Konszolidációs Munkacsoportot vezette. 2002 és 2004 között az Egészségügyi, Szociális és Családügyi Minisztérium helyettes államtitkára, majd 2004. október 4-től a kormányváltásig egészségügyi miniszter. 2006-tól egészen 2016-os nyugdíjba vonulásáig a Csolnoky Ferenc Veszprém Megyei Kórház főigazgatója.

## Orvosi pályafutása
1971 és 1977 között a Pécsi Orvostudományi Egyetem hallgatója, ahol általános orvostudományból diplomát szerzett 1977-ben. 1977 és 1995-ig a Somogy Megyei Tanács Kórházban (Kaposvár) dolgozott, valamint ez idő alatt két évet 1980 és 1982 között a Nagyatádi Kórház sebészeti osztályán töltött. 1982-ben sebészetből, majd 1984-ben traumatológiából szerzett szakvizsgát.
1994-től a Budapesti Közgazdaságtudományi Egyetem hallgatója volt, ahol 1996-ban egészségügyi szakközgazdász diplomát szerzett.